# Sus scrofa domestica

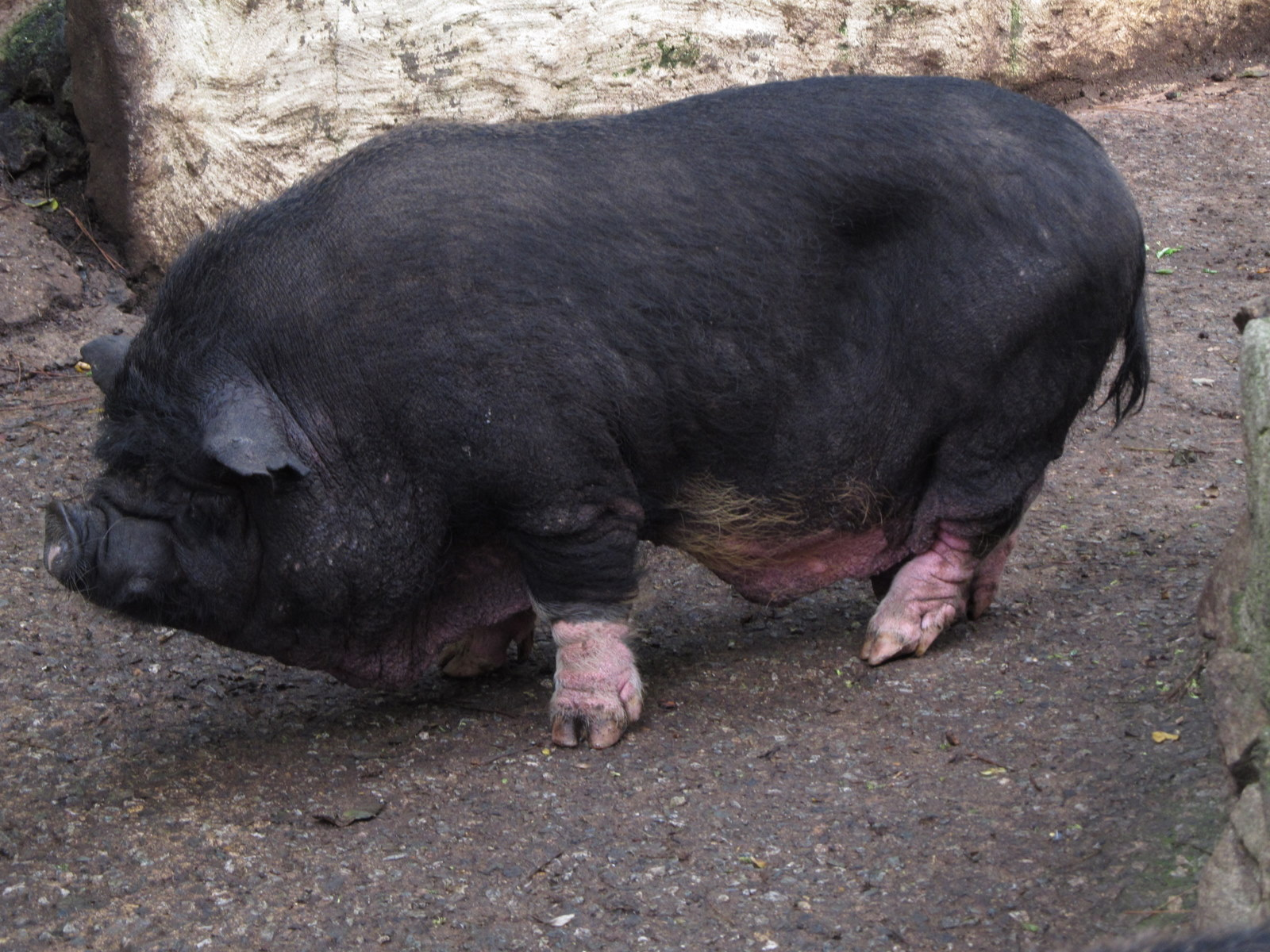
Cerdo vietnamita.

El cerdo (Sus scrofa domestica) es una subespecie de mamífero artiodáctilo de la familia Suidae. Es un animal doméstico usado en la alimentación humana por muchos pueblos. Su nombre científico es Sus scrofa ssp. domestica, aunque algunos autores lo denominan Sus domesticus o Sus domestica, reservando Sus scrofa para el jabalí. El cerdo también es denominado cochino, chancho, cuche, gocho, marrano, porcino, puerco, tocino, sancho, chino, tunco, currucho, cuino, gorrín, entre otras denominaciones populares.
Su domesticación se inició en el Oriente Próximo hace unos trece mil años, aunque se produjo un proceso paralelo e independiente de domesticación en China.
Los datos procedentes de los estudios de ADN sobre restos óseos de cerdos neolíticos europeos indican que los primeros cerdos domésticos llegaron a Europa desde el Oriente Próximo. Aun así, parece que, posteriormente, también se produjeron en Europa procesos de domesticación de jabalíes salvajes. Los registros históricos indican que los cerdos domésticos asiáticos fueron introducidos en Europa durante los siglos XVIII y XIX, mezclándose con las razas europeas.
En la actualidad el cerdo doméstico se encuentra en casi todo el mundo. La distinción entre el cerdo silvestre y doméstico es pequeña y en algunas partes del mundo (por ejemplo en Nueva Zelanda) el cerdo doméstico se ha vuelto cimarrón. Los cerdos cimarrones pueden causar daños sustanciales al ecosistema. La familia de los suidos también incluye alrededor de doce diferentes especies del cerdo silvestre, clasificadas también bajo el género Sus.

## Terminología
La palabra «cerdo» solo se empezó a utilizar para referirse al animal a partir del siglo XVIII. Su origen es un eufemismo derivado probablemente de la expresión «ganado de cerda», en la que «cerda» significa pelo grueso. De esta forma se evitaba utilizar la palabra «puerco», que es la forma clásica de referirse al animal, pero se había convertido en una palabra malsonante, como también lo era «marrano» (del árabe muharram, «anatema» o «prohibido»). Asimismo, se usan formas onomatopéyicas como «chancho» (derivada del sonido 'sanch' usado para llamarlos), «gorrino» (de 'gorr') y cochino (de 'coch').

## Características

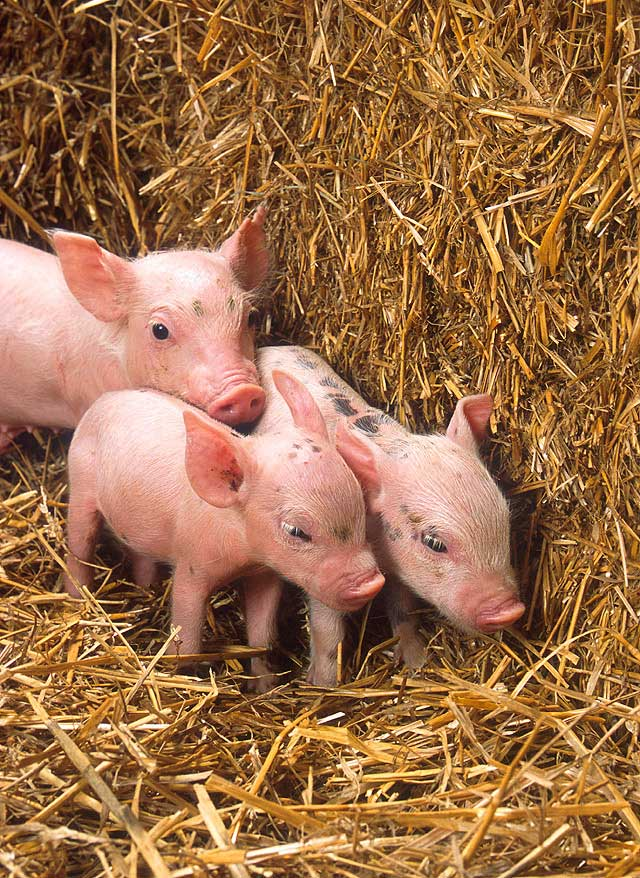
Lechones.

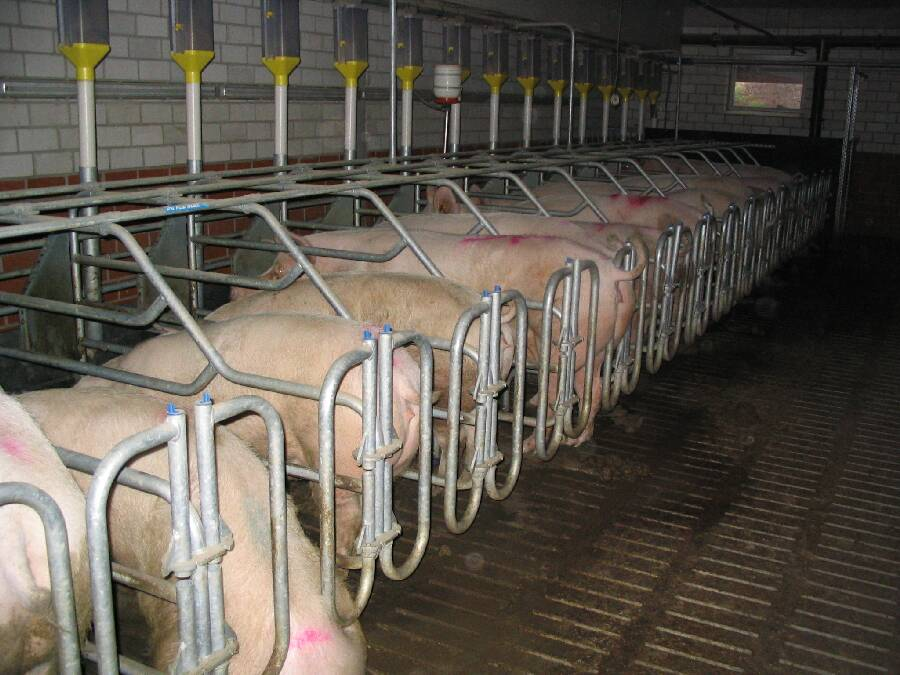
Criadero de cerdos.

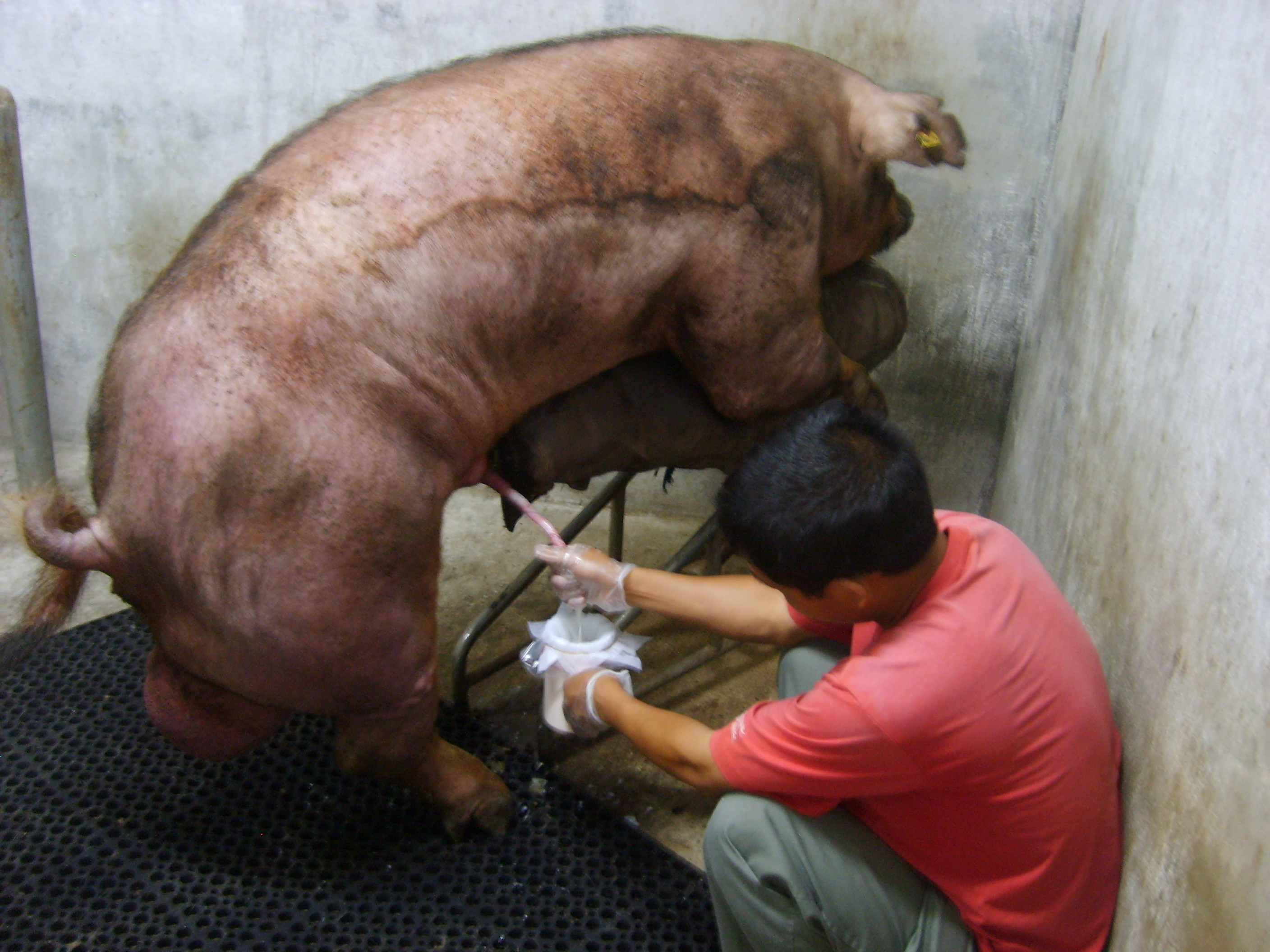
Colecta del semen para inseminación artificial.

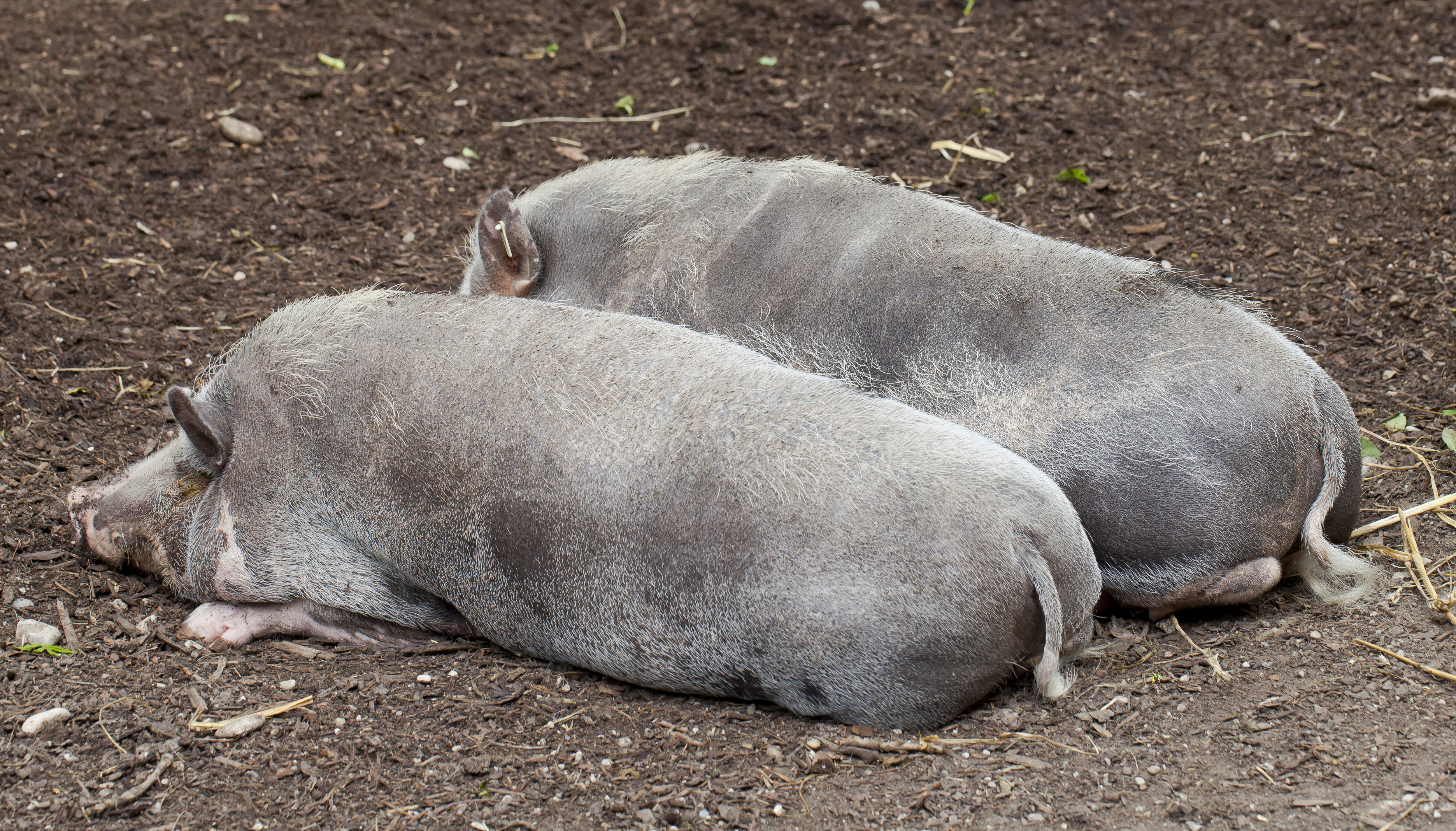
Cerdos de la raza Turopolje.

El cerdo doméstico adulto tiene un cuerpo pesado y redondeado, hocico comparativamente largo y flexible, patas cortas con pezuñas (cuatro dedos) y una cola corta. La piel, gruesa, pero sensible, está cubierta en parte de ásperas cerdas y exhibe una amplia variedad de colores y dibujos. A pesar de su apariencia son animales ágiles, rápidos e inteligentes.
Adaptados mediante selección para la producción de carne, dado que crecen y maduran con rapidez, tienen un período de gestación corto, de unos ciento catorce días (tres meses, tres semanas y tres días), y pueden tener camadas muy numerosas. Son herbívoros en estado salvaje porque tienen una mandíbula adecuada para los vegetales. En su domesticación son omnívoros y se les da también carne, siempre picada, pero consumen una gran variedad de vegetales y restos orgánicos que contengan proteínas.
Además de la carne, del cerdo también se aprovechan la piel (cuero) para hacer maletas, calzados y guantes, y las cerdas para confeccionar cepillos. También son fuente primaria de grasa comestible saturada (manteca), aunque, en la actualidad, se prefieren las razas que producen carne magra. Asimismo proporcionan materia prima de calidad para la elaboración del jamón, salchichas, chorizos y embutidos.
En libertad los cerdos pueden llegar a vivir de diez a quince años.[cita requerida]

## Historia

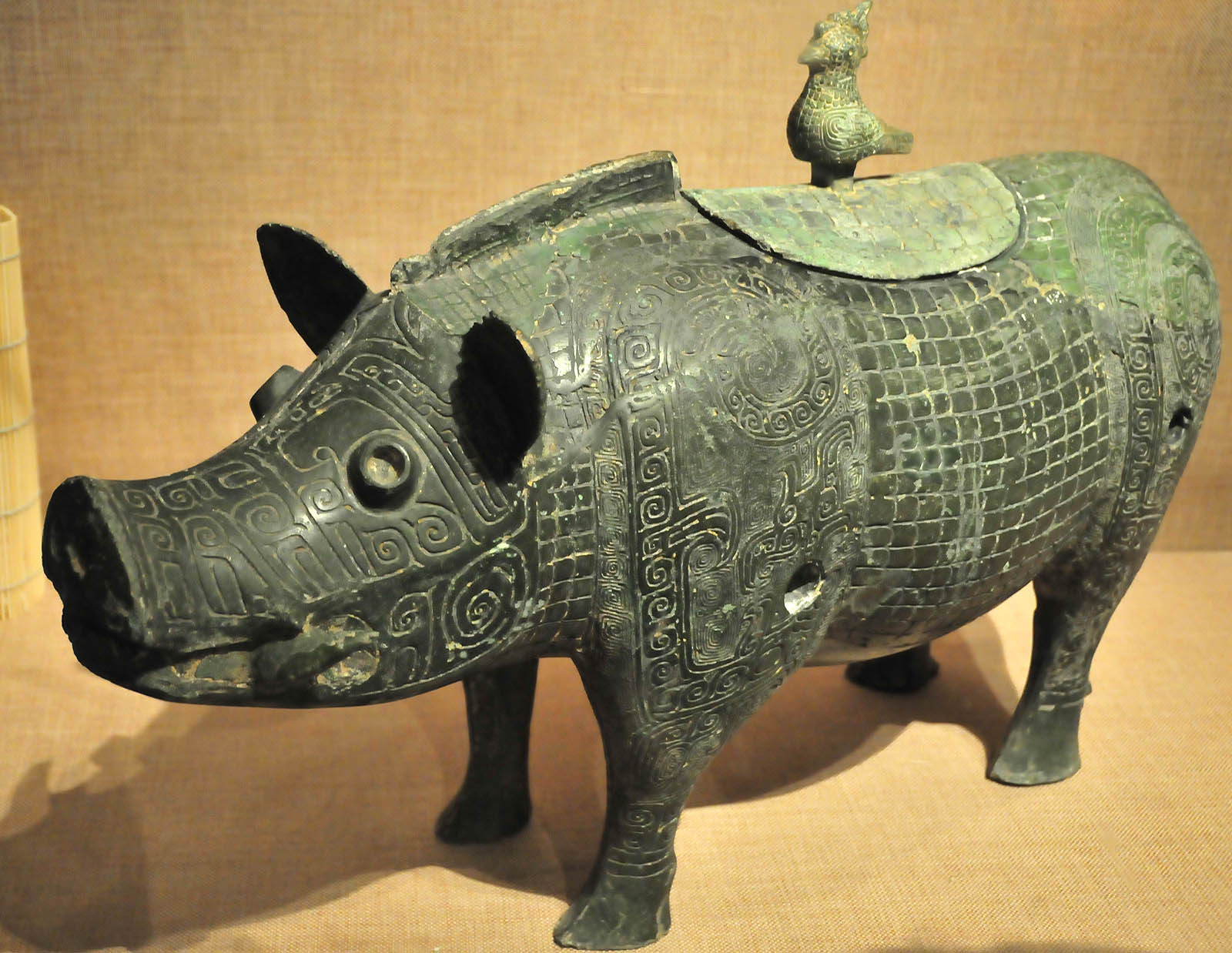
Escultura en bronce de un cerdo, dinastía Zhou.

La evidencia arqueológica sugiere que los cerdos fueron domesticados a partir de jabalíes en el Cercano Oriente en la cuenca del Tigris, Çayönü, Cafer Höyük, Nevalı Çori siendo manejados en la naturaleza de una manera similar a como lo son hoy por algunos nuevo guineanos modernos. Los restos de cerdos datan de hace once mil cuatrocientos años en Chipre. Esos animales deben haber sido introducidos desde el continente, lo que sugiere que la domesticación en el continente adyacente ya se daba con bastante anterioridad para entonces. También hubo una domesticación separada en China que tuvo lugar hace unos 8000 años.
La evidencia de ADN de restos subfósiles de dientes y mandíbulas de cerdos neolíticos muestra que los primeros cerdos domésticos en Europa habían sido traídos del Cercano Oriente. Esto estimuló la domesticación del jabalí europeo local, lo que resultó en un tercer evento de domesticación con la desaparición de los genes del Cercano Oriente en el ganado porcino europeo. Los cerdos domesticados modernos han implicado intercambios complejos, y las líneas domesticadas europeas se exportan, a su vez, al antiguo Cercano Oriente. Los registros históricos indican que los cerdos asiáticos se introdujeron en Europa durante el siglo XVIII y principios del XIX.
En agosto de 2015 un estudio analizó más de cien secuencias del genoma de cerdo para determinar su proceso de domesticación, que se suponía que había sido iniciado por humanos, involucraba a pocos individuos y se basaba en el aislamiento reproductivo entre formas silvestres y domésticas. El estudio encontró que la suposición de aislamiento reproductivo con cuellos de botella poblacionales no se sostenía. El estudio indicó que los cerdos se domesticaron por separado en Asia occidental y China, y los cerdos de Asia occidental se introdujeron en Europa, donde se cruzaron con jabalíes. Un modelo que se ajustaba a los datos incluía una mezcla con una población fantasma de cerdos salvajes ahora extinta durante el Pleistoceno. El estudio también encontró que a pesar del retrocruzamiento con los cerdos salvajes, los genomas de los cerdos domésticos tienen firmas fuertes de selección en loci de ADN que afectan el comportamiento y la morfología. El estudio concluyó que la selección humana de rasgos domésticos probablemente contrarrestó el efecto homogeneizador del flujo de genes de los jabalíes y creó islas de domesticación en el genoma. El mismo proceso también puede aplicarse a otros animales domésticos.
En 2019 un estudio mostró que el cerdo doméstico había llegado a Europa desde el Cercano Oriente hace ocho mil quinientos años. Durante los siguientes tres mil años se mezclaron con el jabalí europeo hasta que su genoma mostró menos del 5 % de ascendencia del Cercano Oriente, pero conservó sus características domésticas.
Entre los animales que los españoles introdujeron en el Archipiélago de Chiloé en el siglo XVI, los cerdos fueron los que más lograron adaptarse. Los cerdos se beneficiaron de los abundantes mariscos y algas expuestos por las grandes mareas del archipiélago. Los cerdos fueron traídos al sureste de América del Norte desde Europa por De Soto y otros primeros exploradores españoles. Los cerdos que lograron escapar, se volvieron salvajes y comenzaron a causar, gran cantidad de trastornos a los nativos americanos. Las poblaciones de cerdos salvajes, originalmente localizados en el sureste de los Estados Unidos, han emigrado desde entonces al norte y son una preocupación creciente en el Medio Oeste. Considerada una especie invasora, muchas agencias estatales tienen programas para atrapar o cazar jabalíes como medio de remoción. Los cerdos domésticos, se han vuelto salvajes también en muchas otras partes del mundo (por ejemplo, en Nueva Zelanda y en el norte de Queensland) y están causando daños ambientales sustanciales. Los híbridos salvajes del jabalí europeo con el cerdo doméstico también son igualmente perjudiciales tanto para el medio ambiente como para la agricultura (se les cuenta entre las 100 especies de animales más dañinas), especialmente en el sureste de América del Sur desde Uruguay hasta el Mato Grosso de Brasil do Sul (Región Centro-Oeste) y São Paulo (estado) (Región Sudeste), donde se les conoce como javaporcos (de jabalí y puerco, por lo tanto "jabalíes").
Con alrededor de mil millones de individuos vivos en cualquier momento, el cerdo domesticado es uno de los mamíferos grandes más numerosos del planeta.

### Comportamiento
Los cerdos desarrollan complejas estructuras sociales, y a las tres semanas de nacidos comienzan a interactuar, jugando, con otros miembros de su comunidad. Es durante esta época cuando los cerdos desarrollan lazos sociales más fuertes con ciertos miembros de su comunidad, lazos que prevalecerán lo que dure su existencia.

## Crianza
La crianza de cerdos (también llamada porcicultura) utiliza la siguiente terminología:
- Gorrino, cuando son menores de cuatro meses de edad.
- Cochinillo, cuando todavía maman.
- Verraco, al cerdo macho que se destina a la reproducción.
- Cochino, a los cerdos cebados para la matanza.
- Lechón, al cerdo macho de cualquier edad. En Argentina, Chile, Costa Rica, Cuba, España, México, Paraguay, Puerto Rico y Uruguay, a los que maman.
- Cocha, o gocha; otro nombre para la hembra del cerdo.
- Piara; se llama así a un grupo de cerdos.
- Puerco, cochino cebado.
- Chancho, chancha, cerdo macho o hembra de cualquier edad (en Argentina, Bolivia, Chile, El Salvador, Costa Rica, Ecuador, Paraguay, Perú, Nicaragua y Uruguay).

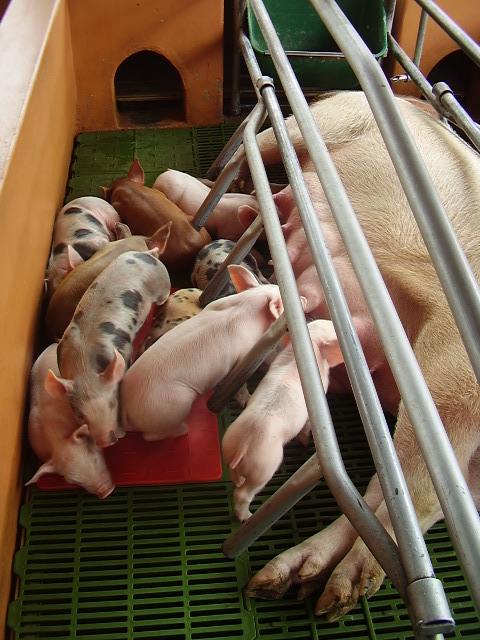
Cerda amamantando una camada. Tecnificación de la producción porcina.

Una camada de cochinillos generalmente tiene entre diez y doce animales, dependiendo de la raza y del número de parición.
El tiempo ideal de lactancia para los lechones criados en cautiverio es de veintiún a veintiocho días. El destete se puede clasificar en tres periodos:
- Periodo de lactancia de destete precoz: de veintiún a veintiocho días.
- Periodo de lactancia de destete ultra precoz: de uno a diez días.
- Periodo de lactancia de destete tradicional: de cincuenta y seis a sesenta y tres días.

Los cerdos son omnívoros, y eso los hace fáciles de alimentar. En muchas granjas los desperdicios de la cocina son parte de su dieta. En estado de cautiverio y con falta de alimento pueden llegar a comerse hasta sus propias crías. Incluso, son capaces de comer excrementos, es decir, son coprófagos.
Durante la producción porcina son necesarias las buenas prácticas nutricionales, mantener una dieta completa que asegura la ingesta de proteínas vitaminas y minerales hay que tener en cuenta que los requerimientos nutricionales son variables y dependen del nivel de consumo y la ganancia diaria, siendo estos afectados por factores como genética, raza, sexo, ambiente, estado sanitario, disponibilidad y absorción de nutrientes por parte del animal. Así como es importante el buen manejo de los medicamentos en los cerdos para evitar la bioacomulacion de residuos tóxicos en carne de cerdo.
Los cerdos, junto con los perros y los gatos, no poseen glándulas sudoríparas, debido a ello se mojan o enlodan frecuentemente para mantenerse frescos en climas y temporadas cálidas. Si se asolean demasiado se les puede irritar la piel.
Los cerdos tienen el olfato muy desarrollado, y en algunos países europeos son usados para buscar trufas en el campo. En países como Chile, los marranos se usan en un juego popular llamado «pillar el chanchito», donde un lechón es embadurnado en aceite y soltado entre niños para que intenten atrapar al cerdo con sus propias manos.

## Razas porcinas no españolas
- Cerdo vietnamita.
- Razorback (Estados Unidos).
- Large white (Reino Unido).
- Landrace.
- Yorkshire.
- Berkshire.
- Spotted Poland.
- Duroc Jersey.
- Poland China.
- Hampshire.
- Tamworth.
- Pietrain.
- Mangalitza.

## Razas porcinas de España

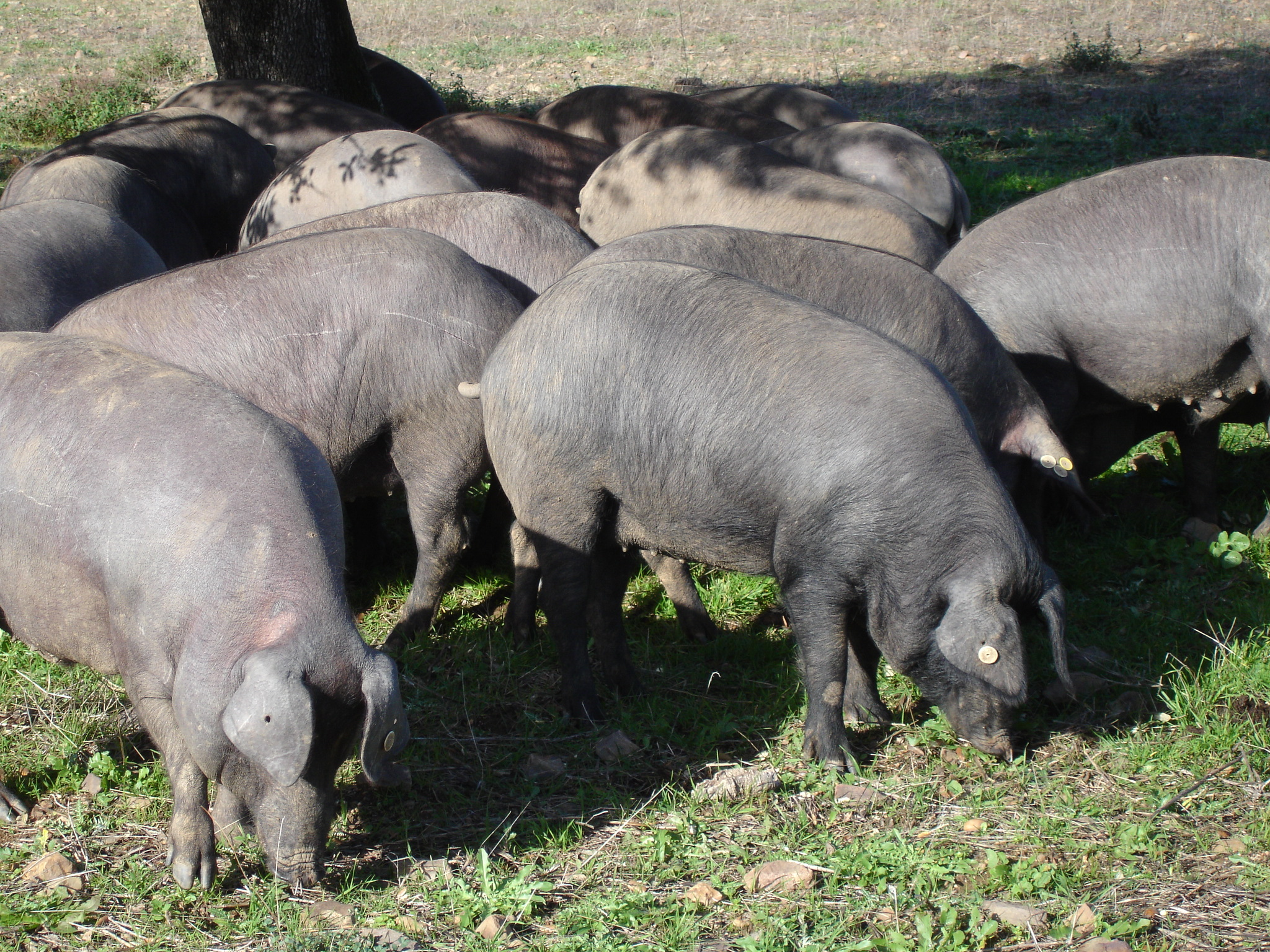
Cerdos ibéricos.

Los primeros cerdos llegaron a la península ibérica en el Neolítico. Desde entonces se han producido procesos de selección, adaptación a las condiciones ambientales locales y, posiblemente, hibridación con jabalíes autóctonos, originándose las peculiares razas ibéricas.
Las diferentes razas porcinas autóctonas españolas se clasifican en:
- Las de tronco céltico: el porco celta gallego, el gochu celta asturiano, el chato alavés, el lermeño de Burgos y el baztán navarro.

- Las de tronco ibérico: cerdo ibérico negro lampiño del Guadiana, el negro entrepelado del cordobés valle de Los Pedroches, el balear, el chato murciano, el cerdo negro canario, el morellano —predominante en los años 1930 en la zona de Morella y existente hasta 1960, probablemente, que desde 2006 se da como raza desaparecida— y las llamadas razas coloradas: torbiscal, campiñesa, retinta y manchada de Jabugo.

## Distribución
Los cerdos están adaptados a climas templados y semitropicales y se encuentran en muchas zonas del mundo. En 2001 los principales países en cuanto al número de animales eran China, con 454 millones de cerdos, los Estados Unidos, con 59 millones, Brasil, con 29 millones, Alemania, con más de 25 millones y, España, con 23 millones. 
A continuación se encuentran en orden descendente: Vietnam, México, India, Polonia, Rusia y Francia.
A escala mundial la población de cerdos en 2001 alcanzaba casi los 923 millones.

## Enfermedades
En lugares donde las condiciones higiénicas en la crianza y/o forma de alimentación pueden no ser siempre las adecuadas, los cerdos pueden ser portadores de parásitos como Trichinella, causante de la triquinosis, Taenia, o bacterias como Salmonella, Staphylococcus aureus, Listeria monocytogenes, y cepas patógenas de Escherichia coli, todas peligrosas para el ser humano. Por tal motivo es importante consumir su carne siempre bien cocinada, ya que el calor ayuda a destruir todo tipo de microorganismos.
- Peste porcina africana
- Peste porcina clásica
- Glosopeda
- Gripe porcina
- Erisipela porcina o mal rojo
- Síndrome respiratorio y reproductivo porcino también llamado "PRRS"[45]
- Coronavirus del síndrome respiratorio de Oriente Medio

## Denominaciones populares
- Chancho en Hispanoamérica.
- Chino en la Región de Murcia (España).
- Chiro.
- Chon en Cantabria y zonas limítrofes (España).
- Coche en Guatemala.
- Cochino. Siguiendo a Cecilio Robelo, el sentido de la palabra cochino en México deriva del náhuatl cochini (dormilón), puesto que los nahuas observaron que este animal duerme por largo tiempo. Citan la expresión sinaloense hacerse cochi (cochi es cochino en Sinaloa), que tiene el sentido de fingir estar durmiendo, para reforzar el nahuatlismo semántico de este vocablo.[46] En Venezuela particularmente es denominado de esta forma. También en Cuba.
- Cocho en Galicia, Asturias y León (España).
- Cuche en El Salvador.
- Cuchi (castellano dialectal, como el empleado en algunas partes de la provincia mexicana, el archipiélago de Chiloé (Chile), y adaptado al quechua de Perú y en la región andina austral de Ecuador (Cañar, Azuay y Loja).
- Cuino en Chihuahua (México).
- Cuto en Navarra (España).
- Gocho, principalmente en España.
- Gochu en el norte de León y Asturias (España).
- Gorrino.
- Guarro.
- Lechón.
- Macho en Cuba. Por ejemplo, el macho asado en púa es un plato típico cubano.
- Marrano.
- Puerco.
- Tocino en Aragón y Lérida (España).
- Tunco en El Salvador.

## Algunos productos elaborados del cerdo

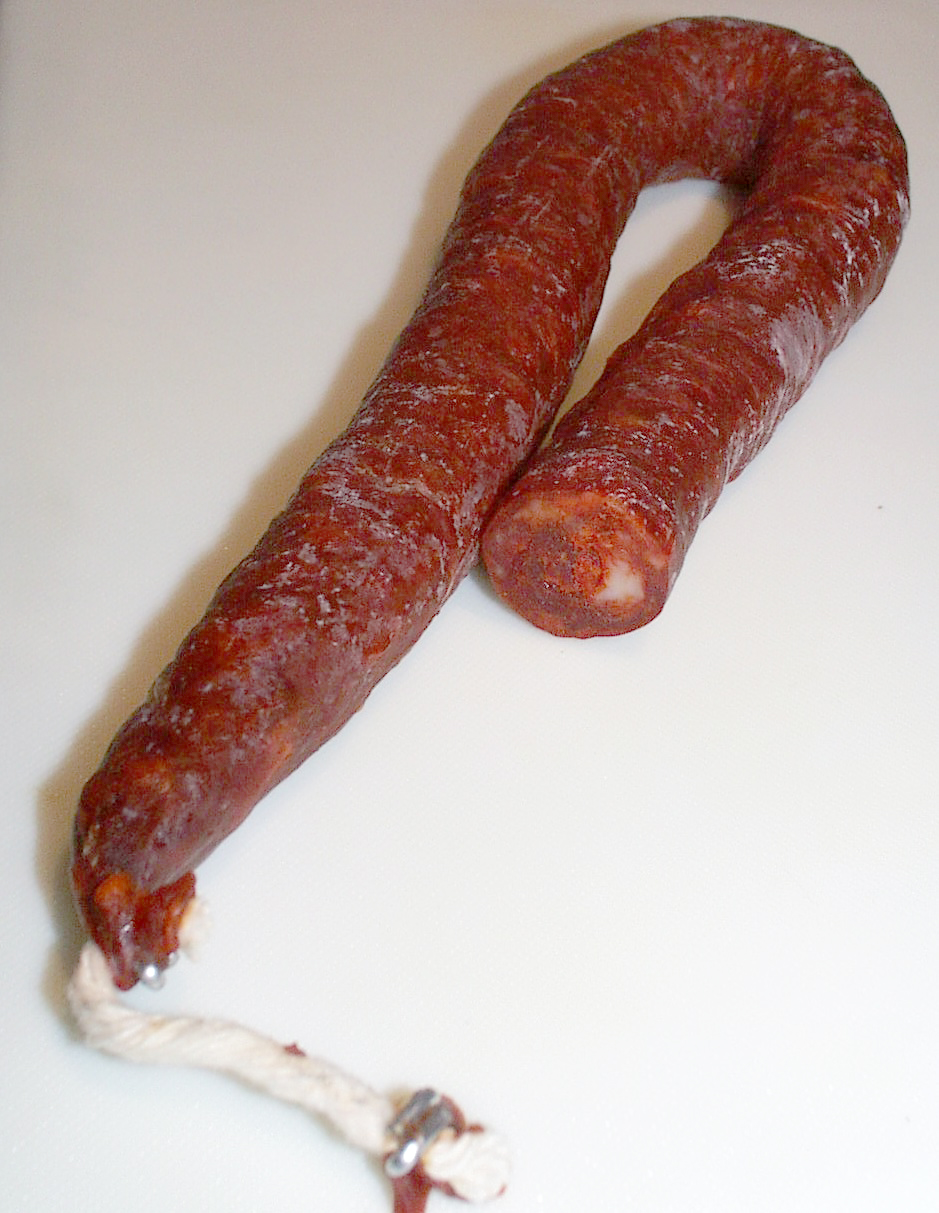
Sarta de chorizo.

- Asadura
- Butifarra
- Camaiot
- Chopped
- Chorizo
- Chorizo patatero
- Jamón
- Paleta
- Lomo
- Longaniza
- Morcilla
- Morcón
- Mortadela
- Panceta
- Paté
- Salchichas
- Salchichón
- Sobrasada
- Farinato
- Salami

## Galería

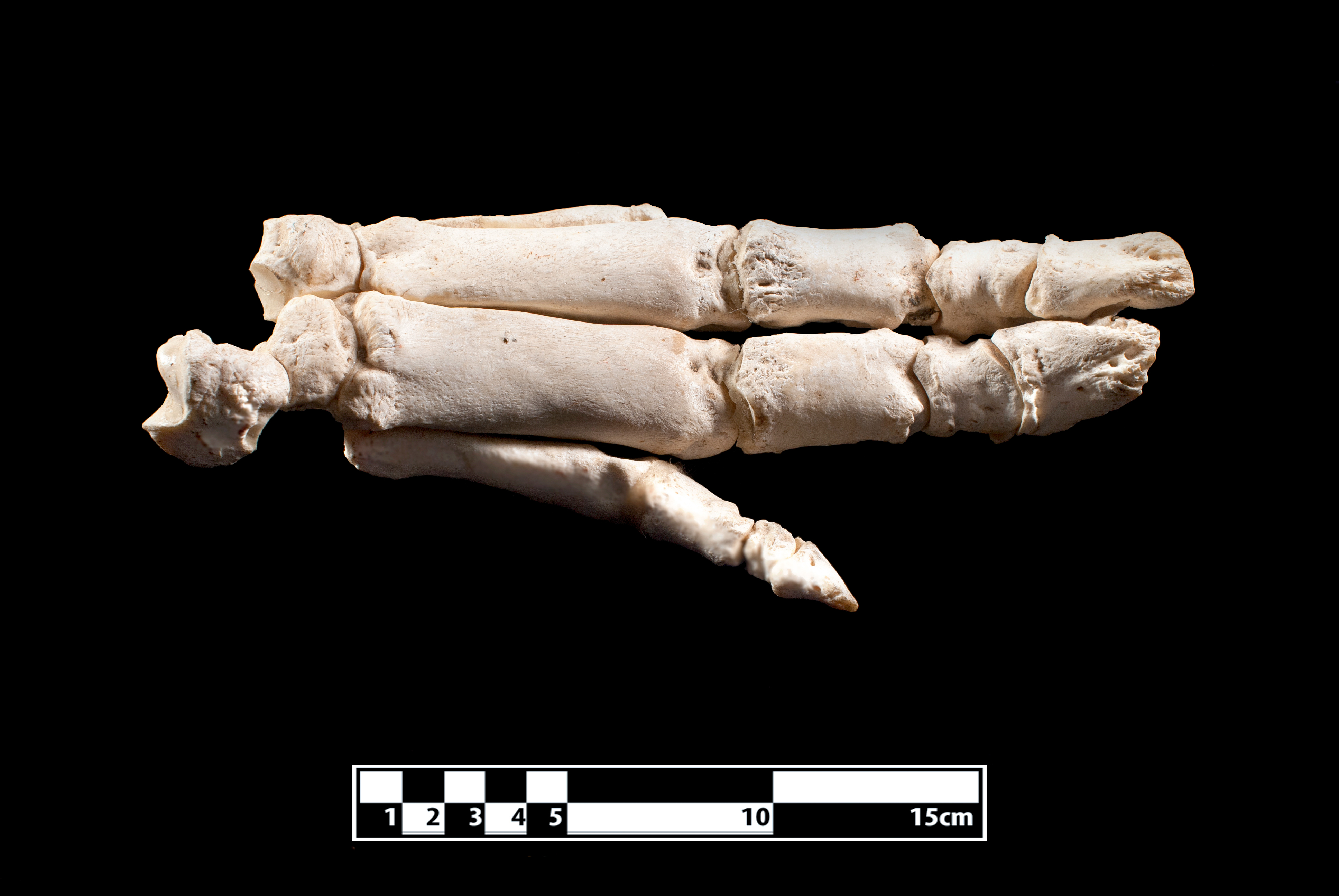
Esqueleto de la mano de cerdo.
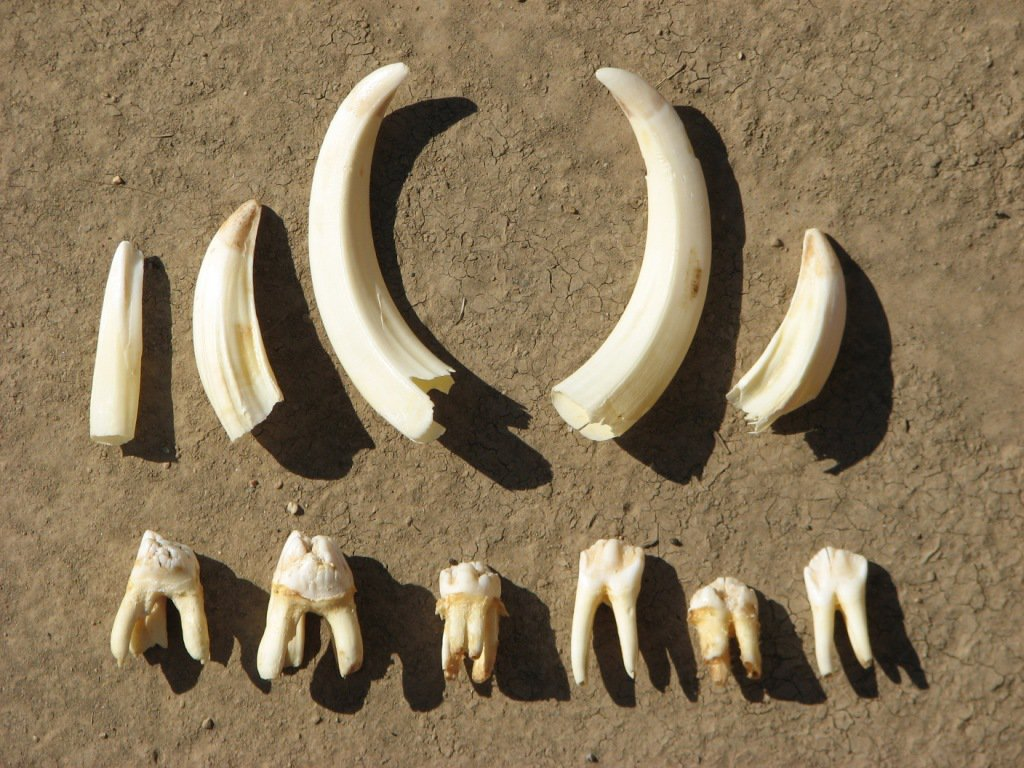
Algunos dientes de un cerdo doméstico.
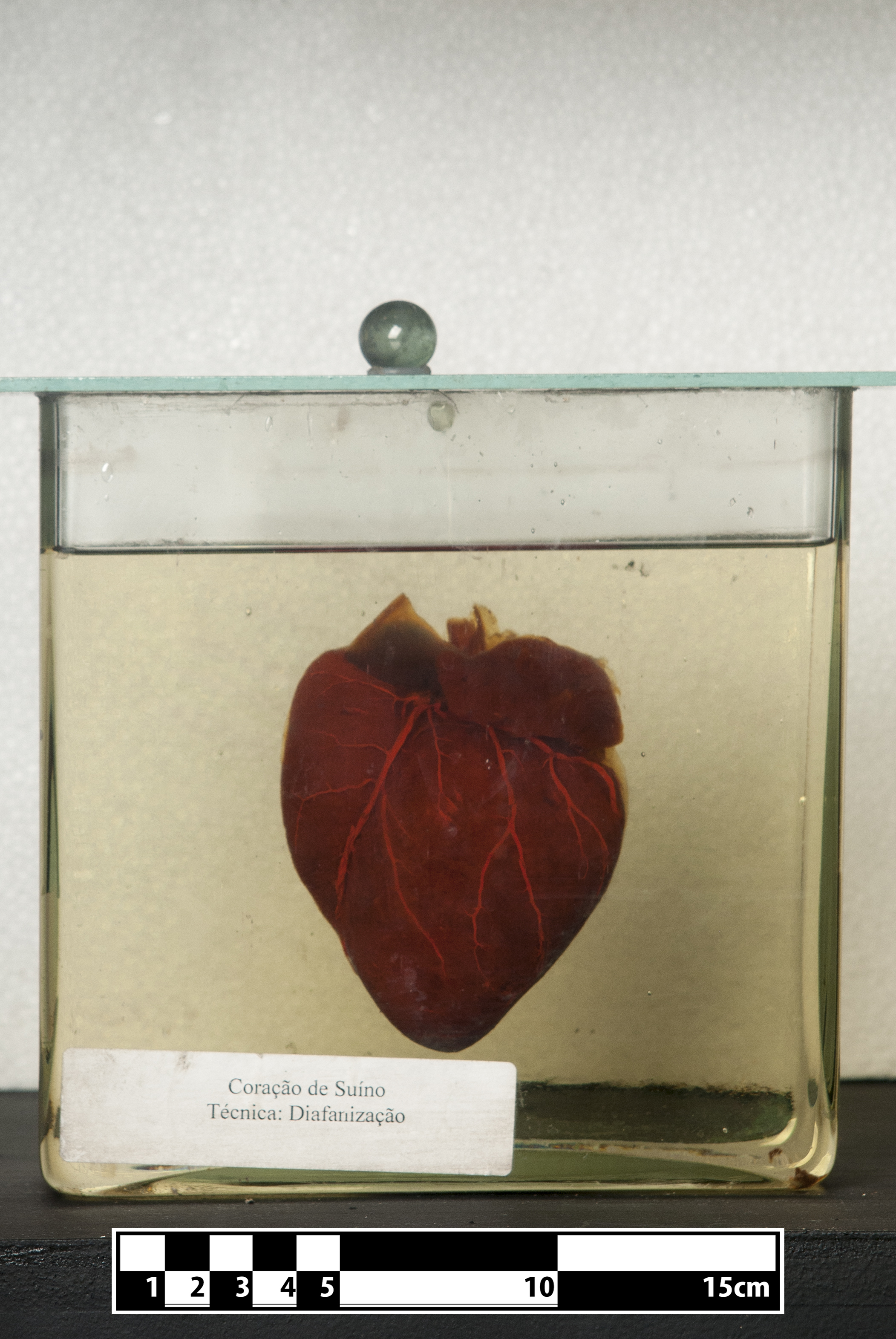
El corazón de un cerdo doméstico.

## El cerdo vietnamita como especie invasora
Debido a su potencial colonizador y constituir una amenaza grave para las especies autóctonas, los hábitats o los ecosistemas, el cerdo vietnamita ha sido incluido en el Catálogo Español de Especies Exóticas Invasoras, regulado por el Real Decreto 630/2013, de 2 de agosto, estando prohibida en España su introducción en el medio natural, posesión, transporte, tráfico y comercio.